# Bárdos Lajos
Bárdos Lajos (Budapest, 1899. október 1. – Budapest, 1986. november 18.) Kossuth- és Erkel Ferenc-díjas magyar zeneszerző, karnagy, zenetudós, érdemes és kiváló művész. Kodály Zoltán tanítványa, majd a Zeneművészeti Főiskola tanára. A magyar kórusművészet egyik legkiemelkedőbb egyénisége.

## Életpályája
Bárdos Lajos (1866–1958) bánya- és kohómérnök, és Kauffmann Anna gyermekeként született. A Zeneakadémia zeneszerzés szakán egy évet Siklós Albertnál, négy évet Kodály Zoltánnál végzett. Pályáját az Attila úti gimnázium énektanáraként kezdte, emellett elvállalta a városmajori Jézus Szíve-plébániatemplom Cecília Kórusának vezetését, melyből nemzetközileg is elismert és a hazai kóruskultúrában fogalommá vált együttest formált.
Huszonnyolc évesen óraadó tanárként meghívást kapott Harmat Artúrtól a Zeneakadémia egyházkarnagy-képző tanszakára, később a középiskolai énektanár- és karvezetőképző valamint a zenetudományi tanszék tanára lett. Tantárgyainak anyagát maga dolgozta ki – modális és romantikus összhangzattan, a legújabb kor zeneelmélete, stilisztika, prozódia – és elsőként is tanította Magyarországon. Szívügyének tekintette a magyarországi énekkarok számának és színvonalának növelését, szervezéssel és új kórusművek komponálásával is segítette őket, emellett előadásokat tartott, valamint az ország különböző városaiban megrendezett versenyek zsűritagjaként szakmai tanácsával segítette a kórusokat.
1929-től a Palestrina kórus élén főleg oratóriumokat mutatott be. Repertoárja a reneszánsz zenétől a kortárs zenéig terjedt, Josquin des Prez-től Palestrinán át Igor Stravinskyig, akinek Zsoltárszimfóniáját 1932-ben a Palestrina kórussal nagy sikerrel mutatta be Magyarországon, Stravinsky elismerését is kivívva. A Palestrina és a Cecília Kórus egyesítésével 1941-ben megalapította új kórusát, a Budapesti Kórust. A kortárs zene támogatójaként Bárdos Lajos hívta meg Olivier Messiaent Budapestre 1949-ben, Messiaen az itt töltött két hét alatt előadásokat tartott és koncertezett is.
1931-ben – Kerényi György és Kertész Gyula társaságában – megalapította a Magyar Kórus folyóiratot és azonos nevű kiadóvállalatot, mellyel húsz év alatt megközelítőleg 2000 művet adtak ki egyfelől régi mesterek, másfelől fiatalabb magyar zeneszerzők kompozícióit, később a kiadóvállalatot 1950-ben felszámoltatták. A kiadott gazdag zeneirodalom bemutatására sok iskola részvételével hangversenyeket szerveztek, ezzel elindították az Éneklő Ifjúság mozgalmat, amely pezsgő életet vitt a magyar kóruséletébe, a cserkészmozgalmon belül megindította és elterjesztette a városi ifjúság körében is a népdaléneklést (101 magyar népdal). 1942 és 1962 között a budavári Mátyás-templom ének- és zenekarának karnagya is volt.
A Zeneakadémia tanáraként tartott előadásai nevezetesek és népszerűek voltak, amelyen az a különös helyzet állt elő, hogy Ligeti György, már mint a Zeneakadémia tanára is bejárt előadásaira. Ligeti György szerint korai kompozícióit részben Bárdos Lajos hatása alatt írta. Kurtág György, egykori tanára tiszteletére komponált két dalt (op. 11, #2, és op. 12).
Gazdag zeneszerzői munkásságát (kb. 600 mű) népdalfeldolgozások, misék, motetták, költők verseire írt kórusművek, színpadi és drámai kísérőzenék, dalok, hangszeres művek alkották.
Zenetudósként tankönyveket, tanulmányokat, könyveket írt, tudományos munkájában nagy jelentőségűek Bartók-, Kodály- és Liszt-kutatásai.
Bárdos Lajos hosszú és tartalmas életét feleségével és gyerekeivel osztotta meg. 1926-ban vette el Waliczky Irént, akivel 11 gyermeket neveltek fel.
Zeneszerző, orgonista testvére, Deák-Bárdos György szintén a Zeneakadémia tanára volt. Bárdos Lajos egyik fia, Daróci Bárdos Tamás szintén zeneszerző lett.

## Zeneszerzőként
Bárdos Lajos karmesternek készülve kezdte meg zeneakadémiai tanulmányait, viszont Kodály zeneszerzés osztályába kerülve művészi tevékenysége egyik jelentős része a zeneszerzés lett. Kezdetben a hangszeres zene érdekelte, főként a kamarazene, diplomamunkája is egy vonósnégyes volt. Első karnagyi állásában, a Cecilia Kórus vezetőjeként kezdett el kórusműveket komponálni, végül ez lett zeneszerzői pályafutásának fő iránya. A reneszánsz zeneszerző, Palestrina polifón szerkesztésmódja, Bartók és Kodály Zoltán népzenei kutatásainak hatása mind érezhetők művein. Kórusműveit saját kórusaival mutatta be, így a gyakorlati tapasztalatok segítették a komponálásban.
Minden korosztály számára komponált, nemcsak a zenét szerette hanem az énekeseket is, szem előtt tartva lelki-hangi igényeiket. Jóízű, szellemes kánonjai éppolyan élvezetet szereznek a gyermekeknek, mint karakteres, ezer apró zenei ötlettel megírt népdalfeldolgozásai a felnőtt vegyeskaroknak. Költők verseit éppúgy feldolgozza, mint a magyar népdalt. Művei a kórusok „felnevelésére” szánt etűdszerű könnyű kompozícióktól a nagy technikai tudást igénylő bonyolultabb szövetű és harmóniavilágú, nagy lélegzetű kórusművekig terjednek. Hangszerkíséretes művei között kiemelendő a Nyúl éneke.

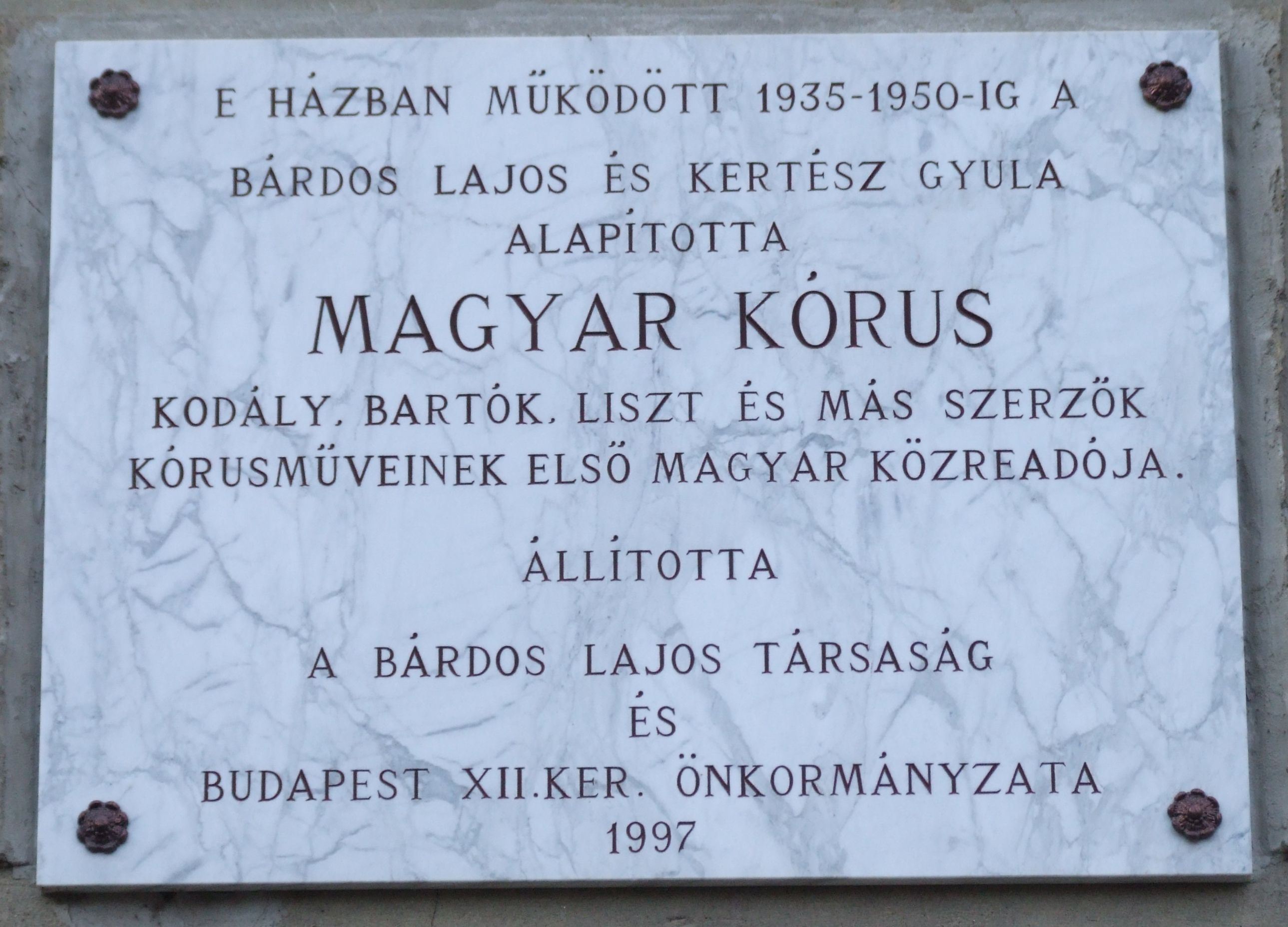
A magyar Kórus emléktáblája:
Kiss János altábornagy utca 55.

Bárdos Lajos gazdag életművének jelentős részét alkotják magyar, illetve latin nyelvű egyházi kórusművei, amelyek nagy részét liturgikus használatra írta. Négy miséjét, motettáit, zsoltárait, himnuszait és más egyházi kompozícióit a Cecília, illetve a Mátyás-templom kórusának karnagyaként maga is vezényelte. Miséi közül izgalmas újszerűségével emelkedik ki a vegyeskarra és orgonára íródott Missa Prima, amelyet zeneakadémista korában komponál. Ekkor fogalmazza meg először zeneszerzői ars poeticáját: "Liturgikus szempontból ideálom a teljes tisztaság egyesítve a praktikus követelményekkel." (Lásd: Harmat Artúrnak szóló levelet.) Harmadik miséjének érdekessége, hogy zenei anyagát Liszt Ferenc Koronázási Miséjének Credo tételéből meríti. (Lásd: A Magyar Egyházzene Évszázadai – negyedik rész). Motettái Németalföld üzenetét közvetítik számunkra – Bárdos egyéni megfogalmazásában –, közülük kiemelendő egyik legnagyobb hatású műve, a tenor szólóra és vegyeskarra írott Popule meus. Magyarországon és világszerte legnépszerűbb egyházi műve a Libera me című kompozíció, amelyet eredetileg dr. Dienes Valéria mozgásszínházához írt. Bárdos egyházzenei életművében jól elkülöníthető, önálló egységet alkotnak az egyházi ünnepkörökhöz kapcsolódó, liturgikus használatra íródott latin nyelvű himnuszok, amelyeket Bárdos "kis motettáknak" is szívesen nevezett. A himnuszok népének feldolgozásai igazi zenei gyöngyszemek, mindegyik erőteljes, önálló karaktert képviselt Bárdos kiapadhatatlan zenei ötleteinek köszönhetően.

## Zenetudósként
Bárdos Lajos gazdag életútján zenetudományi dolgozatok sokaságát publikálta. "Eredményei korszakos jelentőségűek, legyen szó gregorián korálról vagy modern zenéről, a modális vagy romantikus zene harmóniavilágáról, az organikus szövésmódról, mint jellegzetes kompozíciós technikáról, vagy bizonyos prozódiai, ritmikai, hangrendszeri jelenségekről. Mindezek mögött egy teljesen új szemléletmód állt, amely az analízis és az élő zenei gyakorlat elválaszthatatlan egységén alapult. A zenének ez a fajta megközelítése egyszerűen lehetetlenné tette a stíluselemzés szokásos közhelyeit, az akadémikus elméleti regulákat, az oly gyakori tudományos fontoskodást." (Gonda János Muzsika 1979)

## Díjai, elismerései
- Szent Gergely Lovagrend (XII. Piusz pápa adományozása – 1948)
- Erkel Ferenc-díj (1953)
- Érdemes művész (1954)
- Kossuth-díj (1955)
- Kiváló művész (1970)
- Magyar Örökség díj (1999) (posztumusz)

## Művei

### Tanulmánykötetei
- Modális harmóniák Liszt műveiben; Akadémiai, Bp., 1956
- Életet az énekbe!; Népművelési Intézet, Bp., 1958 (Zenetudomány és gyakorlat)
- Modális harmóniák. Adalékok a reneszánsz műzene összhangzattanához elsősorban Palestrina énekkari műveinek alapján; Zeneműkiadó, Bp., 1961
- Karvezetés 1.; Tankönyvkiadó, Bp., 1966
- Harminc írás a zene elméletének és gyakorlatának különböző kérdéseiről. 1929-1969; Zeneműkiadó, Bp., 1969 (Magyar zenetudomány)
- A Bartók-zene stílus-elemei. Az Egyneműkarok és a Mikrokozmosz alapján; NPI, Bp., 1972
- Karvezetés 2. Zenei prozódia; Tankönyvkiadó, Bp., 1976
- Tíz újabb írás (1969–74)
- Bartók és Kodály elemzései (1970–85)
- Modális Harmóniák (1961)
- Liszt Ferenc, a jövő zenésze. Példagyűjtemény (1976)
- Bartók-dallamok és a népzene; Országos Pedagógiai Intézet, Bp., 1977
- Írások népzenénkről; szerk. Márkusné Natter-Nád Klára; Tankönyvkiadó, Bp., 1988
- Elemző írások a zenéről, 1.; összeáll., szerk. Mohay Miklós; Cherokee, Bp., 1994 ("Misszió" sorozat)

### Kórusművei (válogatás)
- Adorna thalamum
- A Földhöz
- Aranyszárnyú angyal
- Az árgyélus kismadár
- Az Úr érkezése
- Az Úristent magasztalom
- Békefohász
- Cantemus!
- Csillagvirág
- Elmúlt a tél
- Első népdalrapszódia
- Erkel szózata
- Ezékiel látomása
- Ingrediente Domino
- János bácsi hegedűje
- Jeremiás próféta könyörgése
- Karácsonyi bölcsődal
- Kicsinyek kórusa
- Magos a rutafa[16]
- Menyecske
- Örülök az én szívembe' (122. zsolt.)
- Patkóéknál

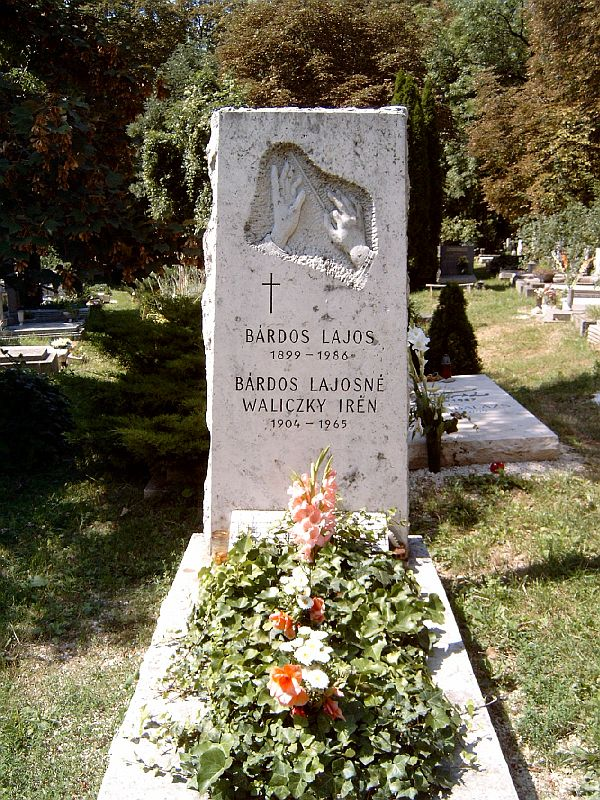
Bárdos Lajos és feleségének sírja Budapesten. Farkasréti temető: 25-7-51. Búza Barna szobrász műve

- Popule meus (1937) kórusmű tenor szólóra és vegyes karra
- Régi táncdal
- Szeged felől
- Szellő zúg
- Széles a Duna
- Szívbéli zsoltár
- Tábortűznél
- Tiszta forrás
- Tiszta patakod partjainál
- Tréfás házasító
- Zengd az egekben ülőt!
- Mennyei seregek boldog tiszta lelkek

## Emlékezete
Halála után sorra alakultak a nevét viselő iskolák, a helységek időrendben: Dunakeszi, Budapest (Baranyai utca 16-18), Tapolca, Fehérgyarmat, Mezőkövesd, Nagyatád, Mezőtúr, Hajdúszoboszló, Budapest (VII. kerület, Alsó erdősor). A kilenc Bárdos iskola kétévente országos találkozót rendez, ahol közös hangversenyen mutatják be tudásukat.

## Galéria

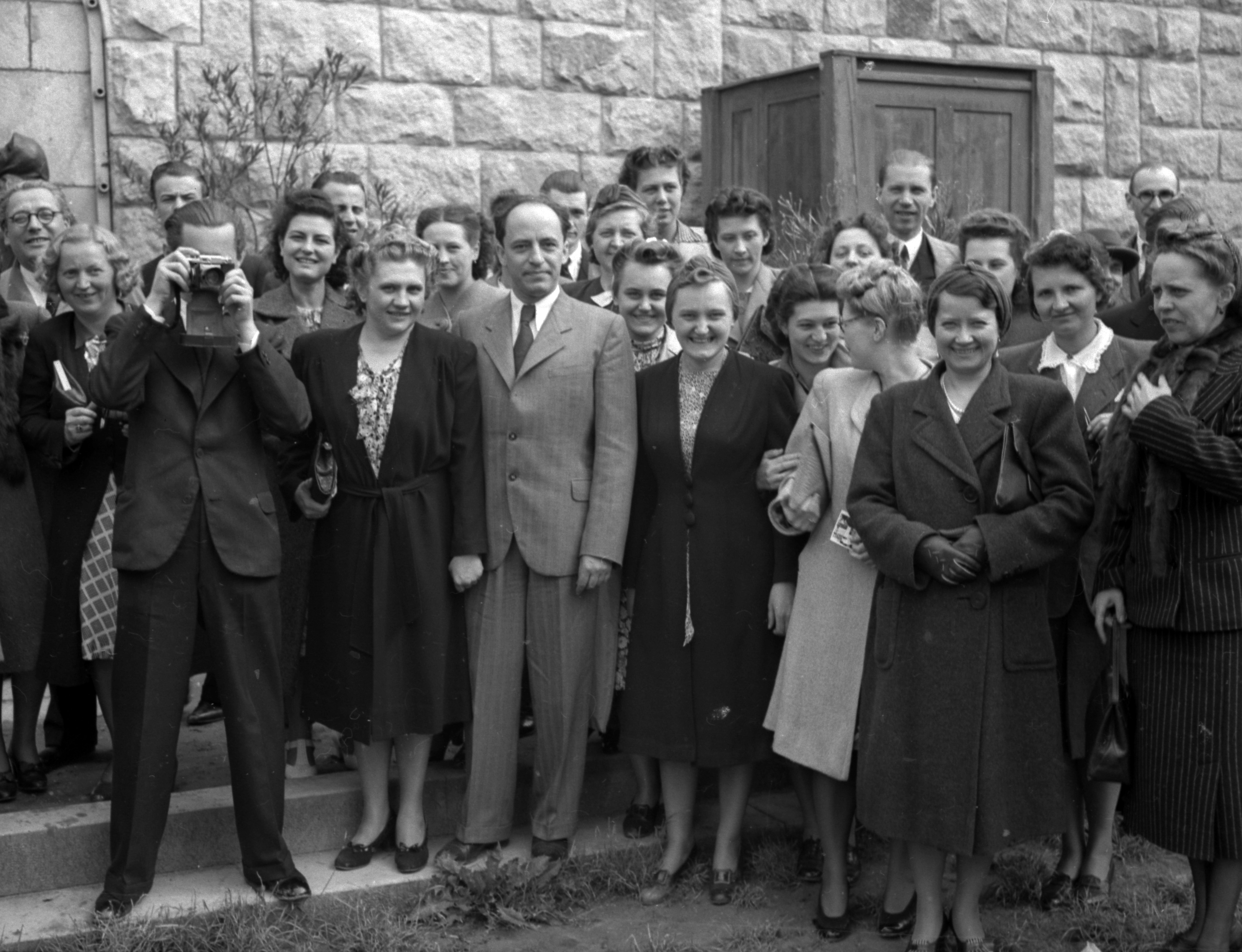
A Budapesti Cecília Kórus, középen Bárdos Lajos (1941)
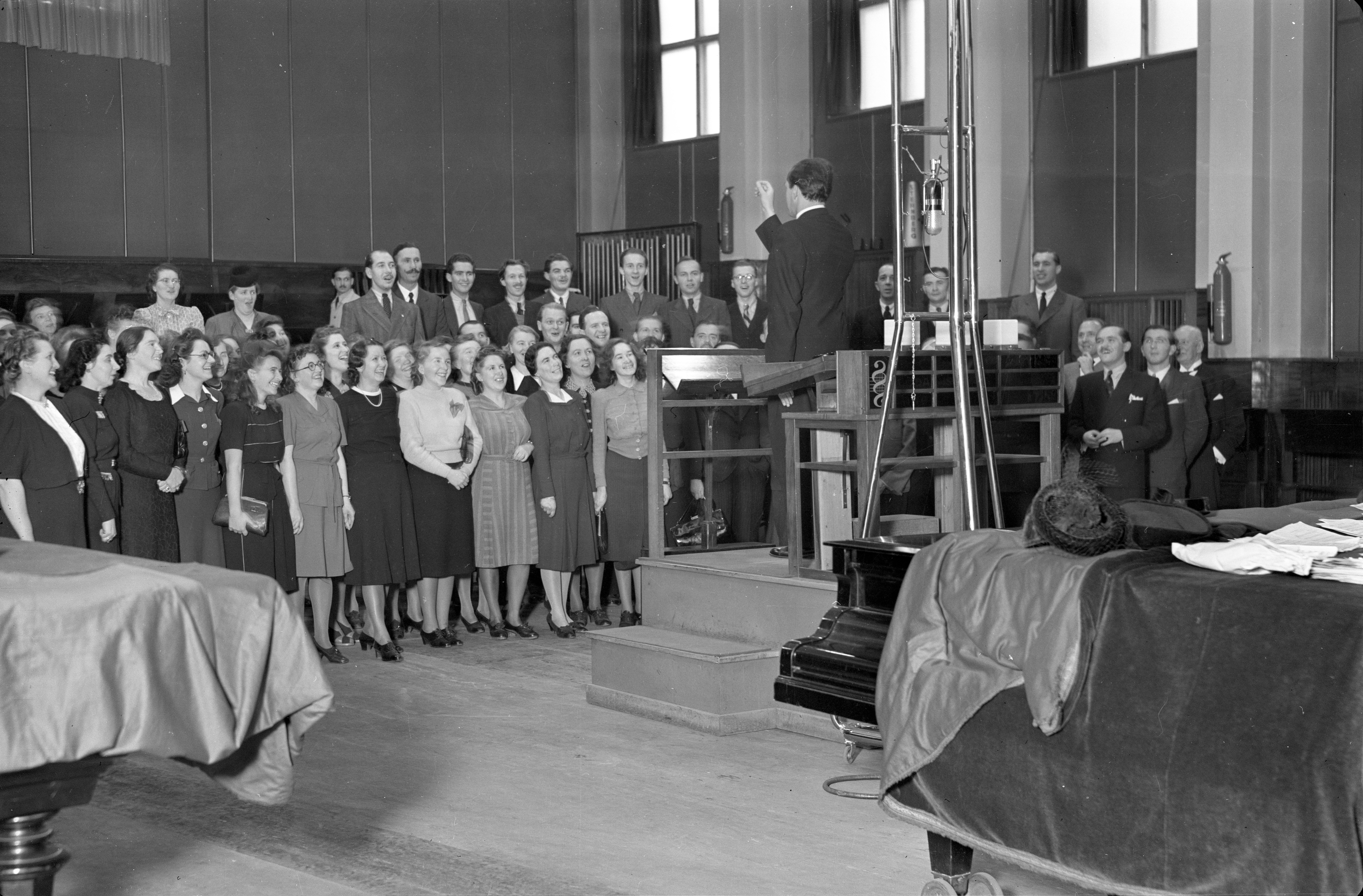
A Magyar Rádió 6-os stúdiójában Bárdos Lajos és a Budapesti Kórus (1942)
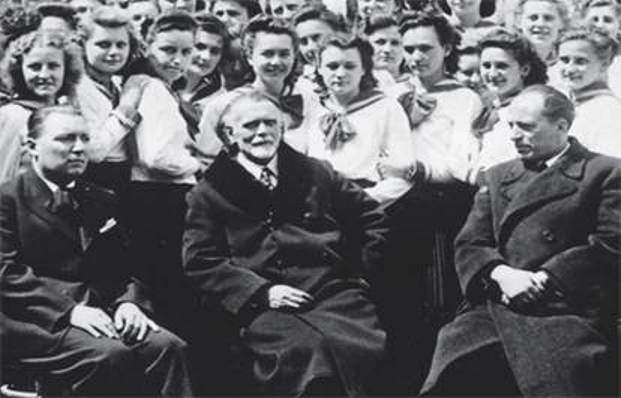
Vikár Sándor, Kodály Zoltán és Bárdos Lajos (1942)